# 1997年臺灣
|        | 臺灣歷史 \| 台灣歷史年表 |
| 世纪： | 19世纪臺灣 \| 20世纪臺灣 \| 21世纪臺灣 |
| 年代： | 1960年代臺灣 \| 1970年代臺灣 \| 1980年代臺灣 \| 1990年代臺灣 \| 2000年代臺灣 \| 2010年代臺灣 \| 2020年代臺灣                                           |
| 年份： | 1992年臺灣 \| 1993年臺灣 \| 1994年臺灣 \| 1995年臺灣 \| 1996年臺灣 \| 1997年臺灣 \| 1998年臺灣 \| 1999年臺灣 \| 2000年臺灣 \| 2001年臺灣 \| 2002年臺灣 |
| 纪年： | 丁丑年（牛年）、中華民國86年 |

## 政府

### 國家正副元首

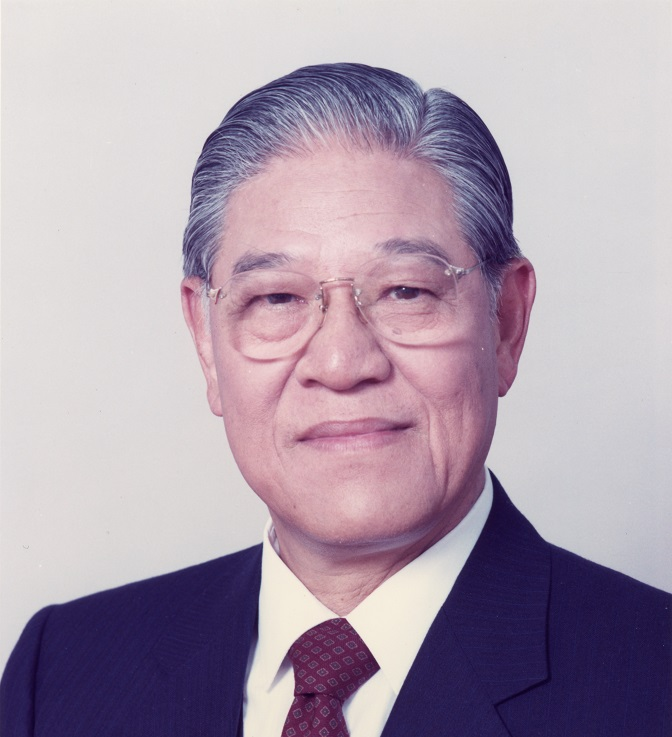
總統：李登輝
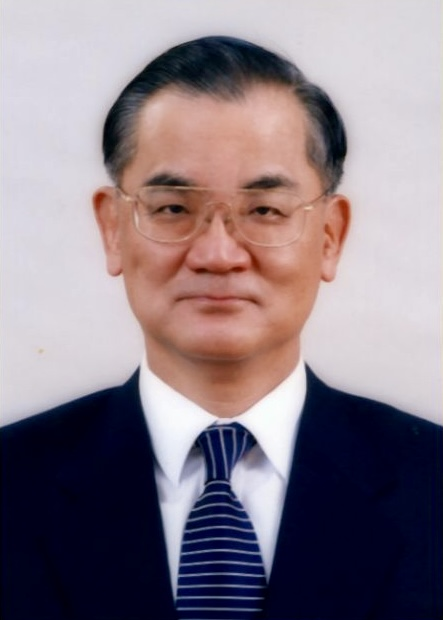
副總統：連戰

### 五院首長

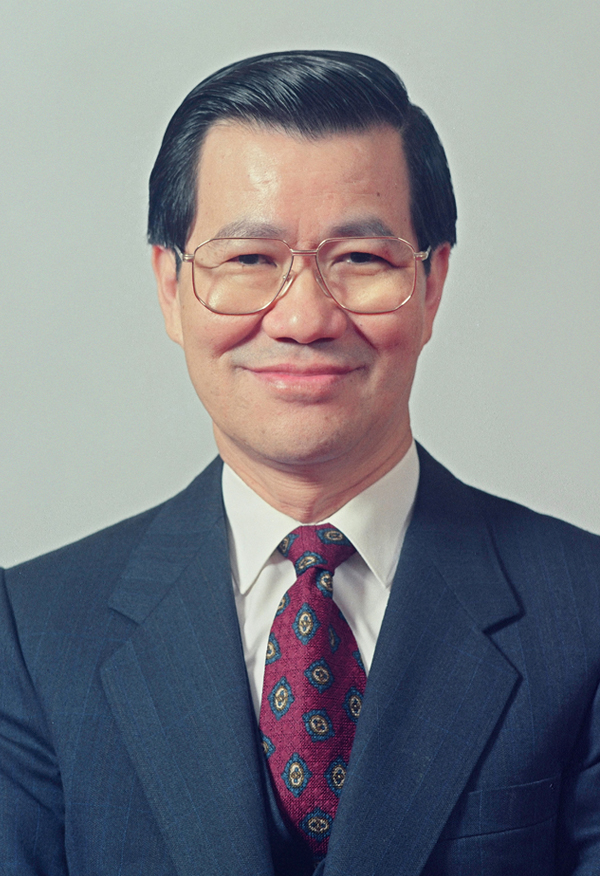
行政院院長：蕭萬長
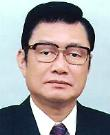
立法院院長：劉松藩
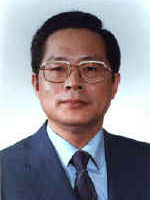
司法院院長：施啟揚
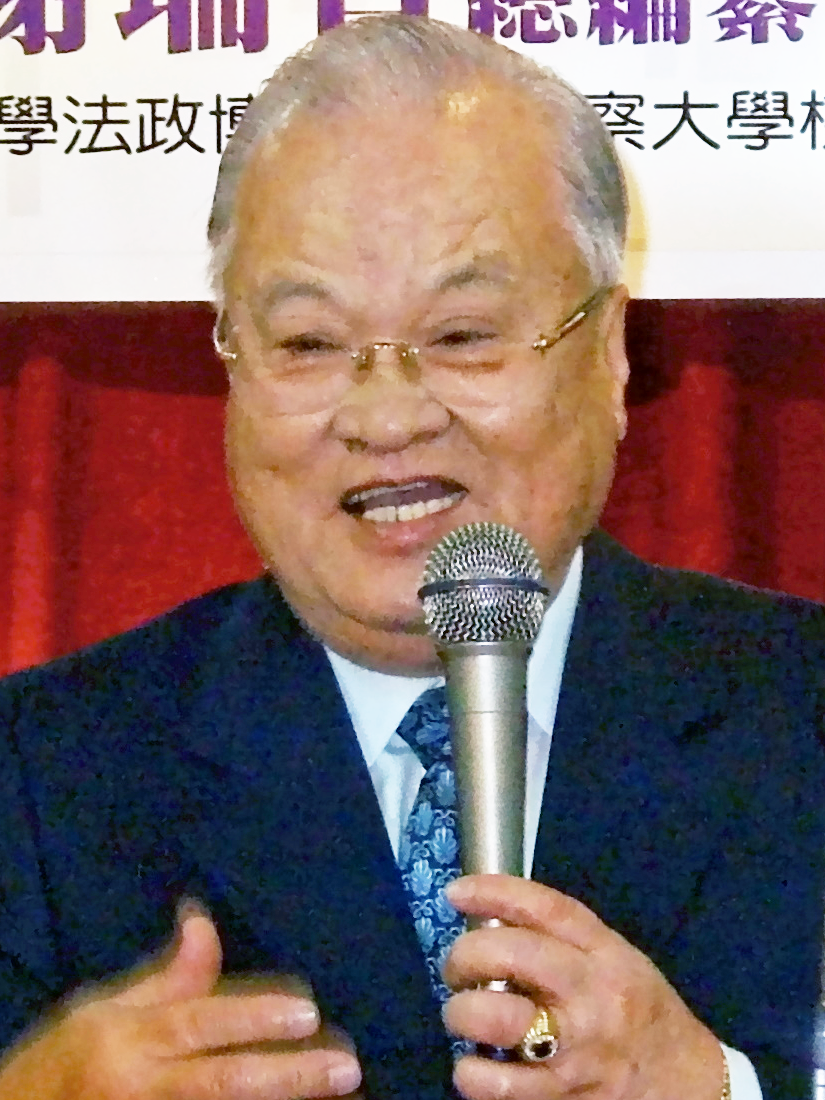
考試院院長：許水德
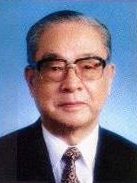
監察院院長：王作榮

### 省長

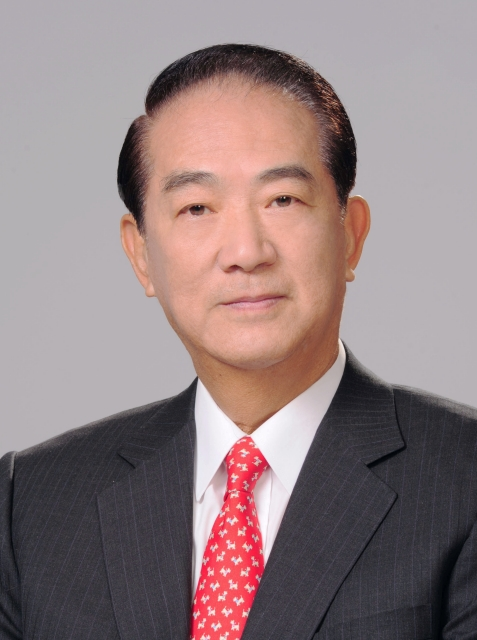
臺灣省省長：宋楚瑜

### 省政府主席

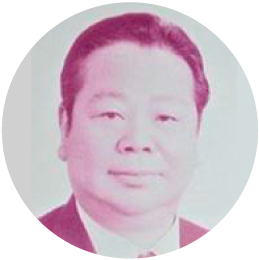
福建省政府主席：吳金贊

### 成員變動

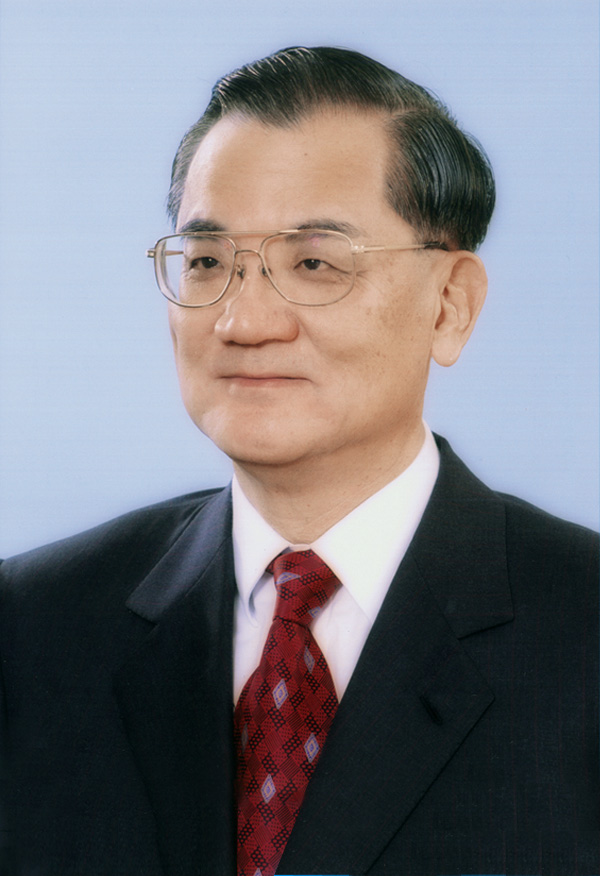
行政院院長：連戰（內閣總辭）

## 大事记
- 2月25日——台灣大哥大股份有限公司設立，同年取得政府核發第一類電信事業特許營運執照，是第一家於台灣證券交易所上市交易之民營電信公司，也是國內第一家推出WCDMA系統之第三代(3G)行動通訊服務業者。
- 3月10日——遠東航空128號班機劫機事件。
- 3月19日——爆發嚴重豬隻口蹄疫疫情[1]。
- 3月28日——台北捷運的淡水線「淡水－中山」以及新北投支線通車。
- 3月29日——台灣搖滾樂團五月天成軍。
- 4月2日——美國眾議院議長金瑞契來台訪問，晉見總統李登輝。[2]
- 4月14日——白曉燕命案。
- 5月5日——民視新聞台開播。
- 6月11日——民視無線台開播。
- 8月10日——國華航空7601號班機在馬祖北竿壁山墜毀，14名乘客和2名駕駛全部罹難。
- 8月18日——溫妮颱風經過台灣北部，颱風所帶來的雨量破壞地基，擋土牆崩落，造成28人死亡，一百多人房屋損壞或全毀、無家可歸。林肯大郡因這場颱風倒塌。
- 8月19日——五常街槍戰。白曉燕命案主嫌林春生與高天民在中山區五常街與警察發生槍戰，最後林春生舉槍自盡。警員曹立民因公殉職，高天民逃脫。
- 10月19日——新莊體育場棒球場啟用。
- 10月20日——台灣知名歌手張雨生，因疲勞駕駛發生車禍昏迷送醫。
- 10月23日——方保芳外科診所命案。白曉燕命案主嫌高天民、陳進興闖入臺北市羅斯福路的方整形外科診所，強迫醫師方保芳為其整型。完事後高天民與陳進興殺害診所中的方保芳夫婦，陳進興並姦殺護士鄭文喻。
- 10月25日——臺北市拔河斷臂事件。當日臺北市政府和臺北文化基金會在基隆河河濱運動公園共同舉辦一場萬人拔河比賽，兩邊各有約800人參賽。開賽後不久便聽到繩索斷裂聲，隨即繃斷，數十名參賽者輕重傷。
- 11月12日——台灣知名歌手張雨生，因車禍送醫並昏迷多日後於逝世。
- 11月19日——陳進興闖入南非大使館武官卓懋琪官邸挾持，最終棄械投降落網，白曉燕命案落幕。
- 11月28日——馬來西亞首相馬哈迪·莫哈末以「過境外交」的方式抵桃園中正機場時會面行政院院長蕭萬長。
- 11月29日——中華民國縣市長選舉。
- 11月29日——1997年嘉義市選舉區立法委員缺額補選，由民主進步黨提名的蔡同榮當選。
- 12月25日——臺北捷運淡水線的「中山－臺北車站」段於本日完工通車。

## 出生
参见： 1997年出生
- 1月1日——
  - 楊俊瀚：田徑運動員。
  - 王詮宏：棒球選手。
- 1月9日——吳承諭：棒球選手。
- 1月10日——郭力瑋：棒球選手。
- 1月11日——邱欣怡：歌手、演員，是SNH48成員之一。
- 1月18日——
  - 林柏豪：籃球運動員。
  - 楊盛硯：籃球運動員。
- 1月25日——尤柏耘：演員。
- 1月27日——曾琦：棒球選手。
- 1月28日——蔡維澤：樂團傻子與白痴主唱。
- 1月29日——楊明哲：羽球選手。
- 1月30日——
  - 王碩瀚：演員。
  - 杜思汗：籃球運動員。
- 2月3日——六指淵：YouTube網紅。
- 2月4日——
  - 黃大謙：YouTube網紅。
  - 江信隆：足球運動員。
- 2月7日——詹軍：籃球教練。
- 2月11日——LINION：歌手。
- 2月14日——洪浩軒：電競選手。
- 2月17日——高曼容：啦啦隊員，是慕獅女孩成員之一。
- 2月23日——陳玟卉：舉重運動員。
- 2月25日——徐鉦順：籃球運動員。
- 2月27日——
  - 林靖軒：歌手、演員，是TUD成員之一。
  - 吳湘亭：YouTube網紅。
- 3月3日——張峻庭：籃球教練。
- 3月4日——呂家弘：羽球選手。
- 3月20日——林靖哲：YouTube網紅。
- 3月21日——藍少甫：籃球運動員。
- 3月24日——呂紹全：射擊運動員。
- 3月30日——戴瑋麟：競速滑冰選手。
- 4月2日——李謨汎：籃球運動員。
- 4月8日——林承飛：棒球選手。
- 4月9日——陳柏宏：籃球運動員。
- 4月16日——呂威霆：籃球運動員。
- 4月18日——徐玉蓮：籃球運動員。
- 4月20日——
  - 李權哲：男歌手、音樂製作人。
  - 戴云真：棒球選手。
- 4月24日——
  - 艾摩爾：視覺藝術家。
  - 陳俊維：羽球選手。
- 4月27日——鄭博宇：田徑運動員。
- 4月29日——
  - 許翊筠：足球運動員。
  - 江念欣：舉重運動員。
  - 陳懷安：籃球運動員。
- 4月30日——嚴宏鈞：棒球選手。
- 5月1日——牧森：演員。
- 5月4日——洪毅婷：羽球選手。
- 5月5日——林建萱：演員。
- 5月6日——李聖裕：棒球選手。
- 5月7日——柏禮維：羽球選手。
- 5月8日——王新瑋：籃球運動員。
- 5月10日——陳念琴：拳擊運動員。
- 5月14日——李佳馨：羽球選手。
- 5月19日——林安可：棒球選手。
- 5月23日——葉家淇：棒球選手。
- 5月31日——魏奇奇：歌手。
- 6月4日——謝寶萱：演員。
- 6月8日——廖苡任：排球選手。
- 6月9日——黃鈺仁：跆拳道運動員。
- 6月14日——高爾宣：男歌手。
- 6月15日——宋碩芸：羽球選手。
- 6月16日——黃柔甄：籃球運動員。
- 6月17日——
  - 魏碩成：棒球選手。
  - 劉昱佑：幕僚，曾任台中市政府青年事務諮詢委員。
- 6月18日——
  - 優妮：演員。
  - 吳彥侖：籃球運動員。
  - 黃秋霖：足球守門員。
- 6月25日——戚又仁：羽球選手。
- 6月26日——
  - 蔡凡熙：男歌手。
  - 林家正：旅美棒球選手。
- 7月5日——孫永成：籃球運動員。
- 7月7日——黃懷萱：跆拳道運動員。
- 7月9日——
  - 趙明修：足球運動員。
  - 張欣然：籃球運動員。
- 7月10日——許家瑜：電競選手、YouTube網紅。
- 7月12日——林士勛：圍棋棋士。
- 7月13日——
  - 蔣少宏：棒球選手。
  - 楊恆韋：桌球運動員。
- 7月15日——盧峻翔：籃球運動員。
- 7月17日——高宇杰：棒球選手。
- 7月18日——夏浦洋：模特兒。
- 7月25日——黃琳媛：演員、主持人、通告藝人。
- 7月31日——劉修甫：演員。
- 8月7日——谷筱霜：空手道運動員。
- 8月12日——劉巧芸：羽球選手。
- 8月14日——黃宏軒：演員。
- 8月15日——
  - 王新凱：演員。
  - 楊婉琳：籃球運動員。
- 8月26日——
  - 陳華：歌手。
  - 陳姿雅：排球選手。
  - 安廷耀：游泳運動員。
- 8月31日——黃筱雯：拳擊運動員。
- 9月3日——曾家鋐：棒球選手。
- 9月5日——林襄：模特兒、啦啦隊員、主持人、通告藝人，是Rakuten Girls成員之一。
- 9月10日——
  - 林暉閔：男演員。
  - 林家鋒：棒球選手。
- 9月11日——
  - 李凱威：棒球選手。
  - 陳建銘：籃球運動員。
- 9月12日——許庭瑜：籃球運動員。
- 9月15日——關達祐：籃球運動員。
- 9月16日——陳振傑：籃球運動員。
- 9月17日——鄭浩均：棒球選手。
- 9月20日——
  - 黃建源：電競選手。
  - 陳仕朋：棒球選手。
  - 李芳任：羽球選手，是李芳至之兄。
  - 李芳至：羽球選手，是李芳任之弟。
- 9月27日——劉羽謙：演員。
- 9月28日——
  - 楊勇緯：柔道運動員。
  - 許玟琪：羽球選手。
- 9月29日——簡劭峰：演員。
- 10月3日——孫思堯：籃球運動員。
- 10月6日——曹志禕：花式滑冰選手。
- 10月9日——吳侑萱：籃球運動員。
- 10月10日——黃熠棠：電競選手。
- 10月11日——
  - 陳文杰：棒球選手。
  - 游霆崴：棒球選手。
- 10月13日——
  - 楊翹碩：演員。
  - 卓敬：籃球運動員。
- 10月14日——李其峰：棒球選手。
- 10月16日——
  - 盧鈺樺：圍棋棋士。
  - 蘇文儒：籃球運動員。
- 10月23日——璽樂：歌手。
- 10月26日——林真豪：柔道運動員。
- 10月27日——
  - 陳加恩：演員。
  - 段昍：足球運動員。
- 10月30日——張肇元：棒球捕手。
- 11月1日——何嘉欣：跆拳道運動員。
- 11月3日——朱雲豪：籃球運動員。
- 11月6日——周奕丞：棒球選手。
- 11月8日——張家陞：演員、跨欄運動員。
- 11月9日——陳霓媗：Twitch網紅。
- 11月10日——葛兆恩：歌手、演員，是高凌風獨子。
- 11月12日——胡智強：演員。
- 11月14日——柯育民：棒球選手。
- 11月22日——
  - 謝沛珊：羽球選手。
  - 林昀蒂：講師、跳水運動員。
- 11月26日——林君諺：圍棋棋士。
- 11月27日——陳怡萱：籃球運動員。
- 12月1日——郭郁政：棒球選手。
- 12月5日——蘇妍緹：啦啦隊員，是電豹女成員之一。
- 12月7日——
  - 賴曉誼：演員。
  - 張偉聖：棒球選手。
- 12月9日——陳廷軒：演員。
- 12月12日——陳晨威：棒球選手。
- 12月16日——江忠垣：棒球選手。
- 12月19日——
  - 陳肅諭：羽球選手。
  - 陳柏翰：幕僚，曾任侯友宜競選辦公室發言人。
- 12月21日——王律翔：籃球運動員。
- 12月24日——許家元：圍棋棋士。
- 12月29日——江國豪：棒球選手。
- 12月30日——曾敬驊：男演員。
- 12月31日——
  - 許維芳：歌手。
  - 王依渟：Twitch網紅。

## 逝世
- 3月15日——謝三升，黨外運動領袖。曾任臺灣省議員。（1943年出生）
- 4月——白曉燕，藝人白冰冰之女。在白曉燕命案遭撕票。（1980年出生）
- 5月26日——梁許春菊，政治人物。曾任臺灣省議員、立法委員。（1918年出生）
- 7月10日——蔡介雄，黨外運動領袖。曾任多屆臺灣省議員，有「黨外議長」之稱。（1939年出生）
- 8月19日——林春生，知名罪犯，白曉燕命案的主嫌之一。在五常街槍戰中不敵警方優勢舉槍自盡。（1959年出生）
- 9月22日——蔣緯國，陸軍上將，曾任聯勤總司令等職。蔣介石養子。
- 9月24日——顏水龍，畫家、工藝研究者。晚年以台灣原住民為創作題材。（1903年出生）
- 10月21日——楊英風，知名雕塑家。（1926年出生）
- 11月12日——張雨生，歌手，因車禍送醫並昏迷多日後逝世。（1966年出生）
- 11月17日——高天民，知名罪犯，白曉燕命案的主嫌之一。在石牌槍戰中不敵警方優勢舉槍自盡。（1960年出生）